# 殳 (武器)
殳是一種冷兵器，中國傳統「十八般武藝」中的其中一種兵器，其形狀像槍矛，有稜無刃，長一丈二尺，有大量先秦實物出土，戟柄之別名，也就是無戟頭或槍頭的長柄武器，靠尾端的一部分，周代五兵之一。
由於其形狀像搗米用的杵，所以又有「杵」的稱呼，在商朝末年已經是普遍使用的兵器了。

## 外部連結
- 十八般兵器:殳 （页面存档备份，存于）